# جانلوكا رامازوتي
جانلوكا رامازوتي (Gianluca Ramazzotti) ممثل إيطالي، ولد في 22 أغسطس 1970 بروما.

## حياته
درس التمثيل في أكاديمية الفنون الدرامية بكالابريا (بالإيطالية: Accademia d'Arte Drammatica della Calabria) بإيطاليا، ثم بمسرح وارسو (بولندا)، ثم بمسرح الشمس (بالفرنسية: Théâtre du Soleil) بباريس (فرنسا). كان عضوًا في فرقة إل باغاليينو (بالإيطالية: Il Bagaglino). شارك في العديد من المسلسلات والمسرحيات الإيطالية.

## أعماله

### أعمالمسرحية
- خطيبي عرض موسيقي (بالإيطالية: I Promessi Sposi un musical).
- تعقيدات الحب (بالإيطالية: Intrichi d’amore).
- مدرسة النساء (بالإيطالية: La scuola delle mogli).
- جنود إنغولشتات (بالإيطالية: Soldati a Inglostadt).
- إفيجينية في أوليدة (بالإيطالية: Ifigenia in Aulide).
- بعضهم يحبونه ساخنًا (بالإيطالية: A qualcuno piace caldo).
- الليل (بالإيطالية: La notte).
- القط الذي اكتشف أمريكا (بالإيطالية: Il gatto che scoprì l’America).
- دقيق الشيطان (بالإيطالية: La farina del diavolo).
- الغراند كازينو اليسير (بالإيطالية: Scanzonatissimo Gran Casinò).
- بابا نويل هو أحمق... (بالإيطالية: ...Babbo Natale è uno Stronzo).
- ظلام! سأعود قبل منتصف الليل (بالإيطالية: Dark! Tornerò prima di mezzanotte).
- الفخر (بالإيطالية: Il Vantone).
- هي (بالإيطالية: Lei).
- العمليات الثلاث (بالإيطالية: I tre processi).
- يرقص يرقص (بالإيطالية: E Ballando Ballando).
- الأيام العشر (بالإيطالية: Il Decamerone).
- الملك يموت (بالإيطالية: Il re muore).
- روغنتينو (بالإيطالية: Rugantino).
- إذا وجب عليك أن تحكي كذبة فاحكيها كبيرة (بالإيطالية: Se devi dire una bugia dilla grossa).
- سيرانو (بالإيطالية: Cyrano).
- بوينغ-بوينغ (بالإيطالية: Boeing-boeing).
- رومولو وريمولو (بالإيطالية: Romolo & Remolo).
- المرأة بالأسود (بالإيطالية: La Donna in nero).
- مرسل إليه غير معروف (بالإيطالية: Destinatario Sconosciuto).
- دورة حول العالم في 80 يومًا (بالإيطالية: Il giro del mondo in 80 risate).
- دائما أحسن من العمل (بالإيطالية: Sempre meglio che lavorare) (عرض ممثل واحد).
- ساحر العملة الذهبية (بالإيطالية: Il Mago di Oz).
- شيء من الجنون (بالإيطالية: Un pezzo di pazzo).
- نساء أوائل في الابتدائيات (بالإيطالية: Prime donne alle Primarie).
- رجال بنسبة 80% (بالإيطالية: Uomini all’80%).
- هذا خطأ! (بالإيطالية: !Va tutto storto).
- وأنا أدفع الثمن! (بالإيطالية: !E io pago).
- متواطئون (بالإيطالية: Complici).
- قفص المعتوهين (بالإيطالية: Gabbia di matti).

### أعمالتلفزية
- عيش (بالإيطالية: Vivere).
- مكان تحت الشمس (بالإيطالية: Un posto al sole).
- ستينات (بالإيطالية: Anni 60).
- إقليم الشرطة (بالإيطالية: Distretto di polizia).
- صحفيون (بالإيطالية: Giornalisti).
- الفريق (بالإيطالية: La squadra).
- تكيلا وبونيتي (بالإيطالية: Tequila e Bonetti).
- الأب جيّد (بالإيطالية: Il Papa buono).
- نصف موافقة (بالإيطالية: Miconsenta).
- بالأظافر وبالأسنان (بالإيطالية: Con le unghie e con i denti).
- مَشْوَى (بالإيطالية: Barbecue).
- إشاعة (بالإيطالية: Passaparola).
- غدًا هو حيلة أخرى (بالإيطالية: Domani è un'altra truffa).
- فطائر على الوجه (بالإيطالية: Torte in faccia).
- ضربة على الرأس (بالإيطالية: Punto e a capo).
- وأنا أدفع الثمن! (بالإيطالية: !E io pago).
- طبعة رائعة (بالإيطالية: Edizione Straordinaria).
- حياة مصور صحفي (بالإيطالية: Vita da paparazzo).
- قفص المعتوهين (بالإيطالية: Gabbia di matti).

## روابط خارجية
- جانلوكا رامازوتي على موقع IMDb (الإنجليزية)